# Frieden von Zeilsheim
Der Frieden von Zeilsheim, geschlossen am 5. Oktober 1463 in Zeilsheim, einem heutigen Stadtteil von Frankfurt am Main, beendete die von 1461 bis 1463 ausgetragene Mainzer Stiftsfehde.

## Vorgeschichte
Auslöser der Stiftsfehde war die am 21. August 1461 von Papst Pius II. verfügte Absetzung und Bannung des Mainzer Erzbischofs Diether von Isenburg und die gleichzeitig vorgenommene Ernennung Adolfs von Nassau zum neuen Erzbischof. Da Diether sich weigerte, diese Entscheidung anzuerkennen, kam es zu einem verheerenden Krieg zwischen den beiden und ihren jeweiligen Verbündeten, in dem Diether von Isenburg letztlich unterlag. Adolfs Truppen eroberten in der Nacht zum 28. Oktober 1462 die Stadt Mainz. Seiner Hauptbasis beraubt und in immer größerer Abhängigkeit von Pfalzgraf Friedrich I. von der Pfalz, war Diether letztlich zum Einlenken gezwungen.

## Der Friedensschluss
Markgraf Karl I. von Baden hatte bereits am 1. Juni 1463 in Idstein einen Vertragsentwurf vermittelt, gemäß dem Diether von Isenburg auf den Erzstuhl von Mainz verzichten und mit einigen Städten und Schlössern abgefunden würde. Zur Durchführung kam es jedoch nicht, wahrscheinlich weil andere am Ausgang der Fehde interessierte Parteien, insbesondere Friedrich I. von der Pfalz, ihre eigenen Interessen nicht genügend gewahrt sahen. Diethers Gegnern gelang es jedoch, bereits bestehendes Misstrauen zwischen ihm und dem Pfalzgrafen so weit zu bestärken, dass er sich schließlich bereitfand, einen Separatfrieden mit Adolf von Nassau abzuschließen.  Der Vertrag wurde am 5. Oktober 1463 unter einem Baum auf freiem Feld bei Zeilsheim unterschrieben. Adolf von Nassau erhielt das Erzstift Mainz, mit allen seinen im Verlauf der Fehde angehäuften Schulden.  Diether von Isenburg erhielt als Abfindung ein kleines eigenständiges Fürstentum, bestehend aus den mainzischen Ämtern Höchst mitsamt dem Höchster Schloß als Residenz, Steinheim und Dieburg, und eine erhebliche Summe Geld. Nachdem er seine entsprechenden Verpflichtungen erfüllt hatte, löste ihn Papst Pius II. noch im Oktober 1463 vom Bann.  
Pfalzgraf Friedrich protestierte zunächst, stimmte dann aber zu, als ihm die Verpfändung der Bergstraße bestätigt wurde und er dazu die Stadt Pfeddersheim und Einkünfte aus dem Rheinzoll bei der Burg Ehrenfels bei Rüdesheim erhielt. Dann wurde auch er vom päpstlichen Bann gelöst. Kaiser Friedrich III. sanktionierte die Abmachungen des Zeilsheimer Vertrags erst 15 Monate später, am 13. Februar 1465.
Eine wichtige Konsequenz des Friedens war, dass das durch die Stiftsfehde finanziell zerrüttete Kurmainz fast all seine verbliebenen Rechte in Ober- und Niederhessen an die Landgrafen von Hessen abtreten musste. Beide Kontrahenten hatten einen der beiden miteinander verfeindeten hessischen Landgrafen als Bündnispartner, Diether den Landgrafen Heinrich III. von Oberhessen, Adolf dessen Bruder Ludwig II. von Niederhessen. Beide hatten sich ihren Verbündeten gegenüber schwer verschuldet und mainzische Besitzungen verpfändet, und Adolf musste sämtliche Schulden an beide Landgrafen abgleichen.

## Friedenskreuz Zeilsheim
Am Ortsausgang von Zeilsheim nach Münster steht seit 1759 ein Wegekreuz aus rotem Sandstein, genannt das „Friedenskreuz“ zum Gedenken an den Frieden von Zeilsheim. Es stand ursprünglich an der alten Römerstraße, die unter den Namen Steinstraße, Hohe Straße oder Elisabethenstraße bekannt war. 1958 wurde es wegen des Ausbaus des Rhein-Main-Schnellwegs zur Bundesautobahn A66 um etwa 50 Meter nach Süden versetzt.